# Rolf Köhler
Rolf Köhler (ur. 24 maja 1951 w Hamburgu, zm. 16 września 2007 tamże) – niemiecki wokalista, kompozytor i producent.

## Życiorys
W latach 1984–2000 współpracował z Dieterem Bohlenem, dla którego śpiewał w chórkach w Modern Talking oraz Blue System. Mocny, twardy i nieco ochrypły głos Köhlera wykorzystywany był także jako wiodący w refrenach Blue System. Od 2003 r. należał do projektu muzycznego Systems in Blue.
Zmarł 16 września 2007 na udar mózgu w jednym ze szpitali w Hamburgu.

## Dyskografia

### Kompilacje
| Rok  | Tytuł                      | Dane dot. albumu                                  |
| ---- | -------------------------- | ------------------------------------------------- |
| 2011 | Do You Remember (CD 1)     | - Data: 8 czerwca 2011 - Wydawca: Tonschatz Musik |
| 2011 | In the Name of Love (CD 2) | - Data: 8 lipca 2011 - Wydawca: Tonschatz Musik   |

### Single
| Rok  | Tytuł                                                   |
| ---- | ------------------------------------------------------- |
| 1987 | Airwolf 2 - Data: 1987 - Wydawca: Blue Turtle Records   |
| 1987 | Real Groove - Data: 1987 - Wydawca: Blue Turtle Records |

### Inne
| Album                           | Rok  | Uwagi                        | Źródło |
| ------------------------------- | ---- | ---------------------------- | ------ |
| Freedom Call – Taragon          | 1999 | gościnnie, chórki            | [ 7 ]  |
| Savage Circus – Dreamland Manor | 2005 | gościnnie, wokal wspierający | [ 8 ]  |